# André Carvalho
Pour les articles homonymes, voir Carvalho.
Rodrigues Carvalho est un nom portugais ; le premier nom de famille (d'usage facultatif) est Rodrigues et le second est Carvalho.
André Rodrigues Carvalho, né le 31 octobre 1997 à Vila Nova de Famalicão, est un coureur cycliste portugais.

## Biographie
André Carvalho est originaire de Vila Nova de Famalicão. Il est le petit-fils de Carlos Carvalho, un ancien cycliste professionnel qui a remporté le Tour du Portugal en 1959,. 
En 2012, il remporte le Tour du Portugal cadets (moins de 17 ans). En 2014 et 2015, il devient champion du Portugal sur route chez les juniors (moins de 19 ans). Il court ensuite au sein des formations Liberty Seguros-Carglass et Cipollini Iseo Serrature Rime entre 2016 et 2018. Durant cette période, il monte à deux reprises sur le podium des championnats du Portugal espoirs (moins de 23 ans). 
En 2019, il rejoint l'équipe continentale professionnelle américaine Hagens Berman-Axeon. Sous ses nouvelles couleurs, il se révèle sur les classiques en terminant cinquième de Liège-Bastogne-Liège espoirs puis de Paris-Roubaix espoirs. Il se classe également neuvième du Grand Prix Jef Scherens. L'année suivante, il prend la dixième place du Grand Prix d'Isbergues en France. 
En 2021, il signe un contrat avec la formation World Tour française Cofidis, qui l'engage pour deux saisons.

## Palmarès
- 2012
  - Tour du Portugal cadets
  - 3e du championnat du Portugal sur route cadets
- 2013
  - 3e du championnat du Portugal du contre-la-montre cadets
- 2014
  -  Champion du Portugal sur route juniors
- 2015
  -  Champion du Portugal sur route juniors
- 2017
  - 2e du championnat du Portugal sur route espoirs
- 2018
  - 3e du championnat du Portugal sur route espoirs
  - 3e de la Coupe du Portugal

## Résultats sur les grands tours

### Tour d'Espagne
1 participation
- 2023 : 134e

## Classements mondiaux
| Année                                 | 2018  | 2019 | 2020  | 2021  | 2022  | 2023  | 2024  |
| ------------------------------------- | ----- | ---- | ----- | ----- | ----- | ----- | ----- |
| Classement mondial                    | 1678e | 950e | 1050e | 1819e | 2217e | 1382e | 2421e |
| UCI Europe Tour                       | 1088e | 684e | 817e  | 1250e | 1395e | nc    | nc    |
|                                       |       |      |       |       |       |       |       |
| Légende : nc = non classéSource : UCI |       |      |       |       |       |       |       |